# أولي إدواردز
أولي إدواردز (بالإنجليزية: Ollie Edwards)‏ (و. 1985  م) هو عارض بريطاني، ولد في لندن.